# James Morrison (Fußballspieler)
James Clark Morrison (* 25. Mai 1986 in Darlington, England) ist ein ehemaliger englisch-schottischer Fußballspieler.

## Karriere
Von 1998 bis 2003 spielte Morrison in der Jugendmannschaft des FC Middlesbrough. Am 3. Januar 2004 gab er sein Debüt in der ersten Mannschaft. Morrisons erster Einsatz im UEFA-Pokal war am 30. September 2004 gegen Baník Ostrava. In diesem Spiel erzielte er sein erstes Tor für Middlesbrough.
Im August 2007 verpflichtete ihn der englische Zweitligist West Bromwich Albion bis 2011. In der Saison 2010/11 machte er 25 Spiele für seinen Club und erzielte dabei vier Treffer.

### Nationalmannschaft
Morrison spielte in fast allen englischen Jugendauswahlmannschaften. Seine Großeltern waren Schotten, daher darf er auch für die schottische A-Nationalmannschaft spielen. Sein Debüt für die schottische Nationalmannschaft absolvierte er am 30. Mai 2008 gegen die Auswahl aus Tschechien.